# Misfit Wearables
Misfit Wearables（ミスフィット・ウェアラブル）はセンサー技術を役立てる装着可能な製品（ウェアラブルデバイス）を設計・生産するハードウェアメーカーである。
単にMisfit（ミスフィット）の名でも知られる。フォッシル・グループに属する。
Misfitの最初の製品は、Shine（シャイン）と呼ばれる、活動量・睡眠モニター（ウェアラブルデバイスの一種）。これは、iOSとアンドロイドを通して歩数、燃焼カロリー、走行距離、そして浅い眠りと深い眠りの睡眠時間を含めた指標情報を提供するためユーザーの動きと活動を追うことのできるデバイスである。
MisfitはSridhar IyengarとJohn Sculley、Sonny Vuによる共同設立会社である。 Sonny VuとSridhar Iyengarは以前にiPhoneの医療機器を認可する最初のFDA、iBGStarを作成した会社であるAgaMatrixを共同設立した。John SculleyはApple社の前CEOである。また、Sonny VuはApple社の代表とCEOである。

## 歴史
Misfit Wearablesは2011年10月に設立された。社名は会社の創設と同じ日に亡くなったSteve Jobsから授かっている。Misfit Wearablesは、Apple社の「Think Different(シンク・ディファレント)」というスローガンを初登場させた1997年のコマーシャルに奮起された。「さぁここにぶっ飛んだものがあります! Misfitのです! 反逆者です! トラブルメーカーです! まさに四角い穴にはまった丸い杭です!」。
Misfit Wearablesの最初の製品、Shineは2012年、Indiegogoキャンペーンを通じて発売された。そのキャンペーンはわずか10時間の間に$10万もの利益を上げ、$84万6,675をちょうど2か月間続いていたキャンペーンのために募った。共同設立者たちは、製品と活動トラッカーと装着可能技術の市場におけるフィードバックを得るためにクラウドソーシングキャンペーンを使用した。
2012年4月、Misfitは会社のシリーズA資金で$7,600を売り上げた。2013年12月には、2014年に発売されると期待された製品の研究と開発に充てたシリーズB資金として$1億5,200万を確保した。シリーズB資金の循環はLi Ka-shingのHorizons Venturesに統率され、Translink CapitalとCoca-Cola社に結合された。設立者基金、Khosla Ventures、Norwest Venture Partners、O’Reilly AlphaTech Ventures、Max LevchinそしてIncTankを含む前投資者もまた、会社のシリーズB循環に参画していた。

## 主な製品

### Shine
Shineは、どれだけの浮き沈みがあるのかの動向をユーザーに与える航空機用アルミニウムの活動トラッカーで作られている。Misfit WearablesはShineの発売と同時にするよう適合目標を追跡させるためにiPhoneアプリの対を発売した。2013年12月、MisfitはShineアンドロイドアプリを発売した。Shineはウォーキング、ランニング、サイクリング、水泳、そして睡眠を含めたあらゆる活動において有能である。またShineは眠りの深さを調べることもできる。Shineは4分の2の大きさで、リストバンド、ネックレスとして、またはマグネットクリップを用いて衣類に装着することが可能である。さらにShineは水深50mまで耐えられ、充電も不要な造りとなっている。